# طنبشا
طنبشا إحدى قرى مركز بركة السبع التابع لمحافظة المنوفية بجمهورية مصر العربية.

## التاريخ
قرية طنبشا من القرى القديمة، حيث وردت باسم «طمبشا» في كتاب قوانين الدواوين للأسعد بن مماتي في أعمال جزيرة قوسينا وهو الاسم الذي وردت به في الروك الصلاحي الذي أجراه السلطان الأيوبي الناصر صلاح الدين سنة 572هـ/1176م، كما وردت باسم «طنبشا» من أعمال الغربية ضمن قرى الروك الناصري التي أحصاها ابن الجيعان في كتاب «التحفة السنية بأسماء البلاد المصرية». وفي العصر العثماني وردت باسم «طنبشا» في التربيع العثماني الذي أجراه الوالي العثماني سليمان باشا الخادم في عصر السلطان العثماني سليمان القانوني ضمن قرى ولاية الغربية، وفي تاريخ 1228هـ/1813م الذي عدّ قرى مصر بعد المسح الذي قام به محمد علي باشا باسم «طنبشا» ضمن قرى مديرية المنوفية.

## السكان
بلغ عدد سكان طنبشا 14,569 نسمة، حسب الإحصاء الرسمي لعام 2006.